# Al-Azhar-universiteit

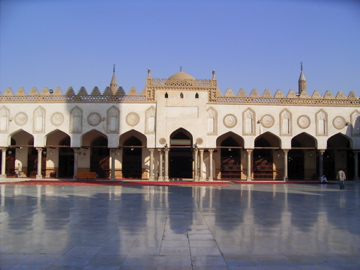
De Al-Azhar-moskee

De Al-Azhar-universiteit, of Al-Azhar Al-Shareef (letterlijk "De Edele Al-Azhar"), is een universiteit in Caïro, Egypte. Het is een van de oudste universiteiten in de wereld, gesticht in 988. De theologische faculteit, die met de Al-Azhar-moskee verbonden is, geldt als een van de belangrijkste religieuze autoriteiten binnen de soennitische islam. In de buurt van de universiteit wordt jaarlijks de grote Internationale Boekenbeurs van Caïro gehouden.

## Geschiedenis
De bijbehorende moskee werd in 971 gebouwd om Fatima Zahra, een van de drie dochters van de profeet Mohammed, te eren.
De moskee werd gebouwd door isma'ilieten, een sjiitische stroming binnen de islam die in het begin van de tiende eeuw het kalifaat van de Fatimiden stichtten in wat nu Tunesië is. In 969 veroverden de Fatimiden de stad Fustat, de toenmalige hoofdstad van Egypte. Nabij die stad sloegen zij hun legerkamp op en bouwden daar een nieuwe stad: Al-Qahira of Caïro. Al-Qahira betekent 'de glorieuze'. De Al-Azhar universiteit werd zo dus onderdeel van de nieuwe stad.
Na de verovering en de verdrijving van de Fatimiden door Saladin werd Egypte onder de Ajjoebiden weer soennitisch en werd Al-Azhar ook soennitisch.

## Huidige tijd
Tegenwoordig wordt Al-Azhar door de meest soennieten als de belangrijkste school voor de studie van de islam gezien. Haar oelema, of religieuze autoriteiten, gelden als de belangrijkste deskundigen op het gebied van de islamitische wet, de sharia.
Aan de universiteit wordt echter niet alleen theologie onderwezen, maar ook geneeskunde en techniek.
Tot aan zijn dood op 10 maart 2010 was imam Mohammed Sayyed Tantawi de geestelijk leider van de Al-Azhar. Hij werd opgevolgd door Ahmed al-Tayeb.

## Al-Azhar in het nieuws
- Op 8 december 2007 brak brand uit in een van de klaslokalen. De studenten raakten in paniek toen de rook zich verspreidde. Er vielen vijf doden en meer dan 100 personen raakten gewond. De oorzaak van de brand is nog niet bekend. Veel mensen konden het gebouw niet tijdig verlaten, omdat de uitgangen van het gebouw te klein waren.
- De Amerikaanse president Barack Obama bracht op 4 juni 2009 een bezoek en hield er een rede.
- Op 30 juni 2011 stelde de Groot-Imam van Al-Azhar voor om van Egypte een 'moderne, democratische, constitutionele' staat te maken, waarbij vrijheid van godsdienst een belangrijk principe is. Hij noemde daarbij dat de sharia een 'essentiële bron van wetgeving is' en dat joden en christenen hun eigen wetten mogen volgen.[2]

## Online
In mei 2005 werd Al Azhar Online gelanceerd. Dit informatiecentrum biedt toegang tot enkele van de oudste en meeste unieke islamitische manuscripten ter wereld en tot de cultuur en erfgoed van de Al-Azhar teneinde de islamitische waarden en tolerantie te bevorderen.